# Vikariatsmünzen (Pfalz und Bayern)
Vikariatsmünzen der Kurpfalz sind Gedenkmünzen der Kurfürsten von der Pfalz, die sie als Stellvertreter des Kaisers während der Erledigung des Kaiserthrons prägen ließen. Die Prägungen geben in Bild und Schrift Kenntnis von ihrer Funktion als Vikare der Kaiser. Ab 1657 wurden auch bayerische Vikariatsmünzen geprägt.

## Geschichte
Die Kaiserwürde des Heiligen Römischen Reiches Deutscher Nation war nicht erblich. Für die Zeit vom Tod des Kaisers bis zur Krönung des Nachfolgers hatte die Goldene Bulle Kaiser Karls IV. aus dem Jahr 1356 das Reichsvikariat zwei Kurfürsten zugesprochen. Die rheinischen Pfalzgrafen teilten sich mit den Kurfürsten von Sachsen in das Reichsvikariat. Beim Tod des Kaisers übte der Kurfürst von der Pfalz das Amt des Reichsverwesers für Schwaben, Franken und das Rheinland aus, solange kein Nachfolger designiert war. Die Reichsvikare besaßen außer der Vergabe von Fahnlehen und der Veräußerung von Reichsgut alle kaiserlichen Rechte.
Nach altem Brauch nahmen die Vikare dieses Ereignis zum Anlass, Vikariatsmünzen prägen zu lassen. Vikariatsmünzen sind solche Münzen, die während der Erledigung des Kaiserthrons von den Kurfürsten von Sachsen für Nord- und den Kurfürsten von der Pfalz für Süddeutschland als Stellvertreter (Vikare) des Kaisers geschlagen wurden und dies durch Bild und Schrift kenntlich machten.

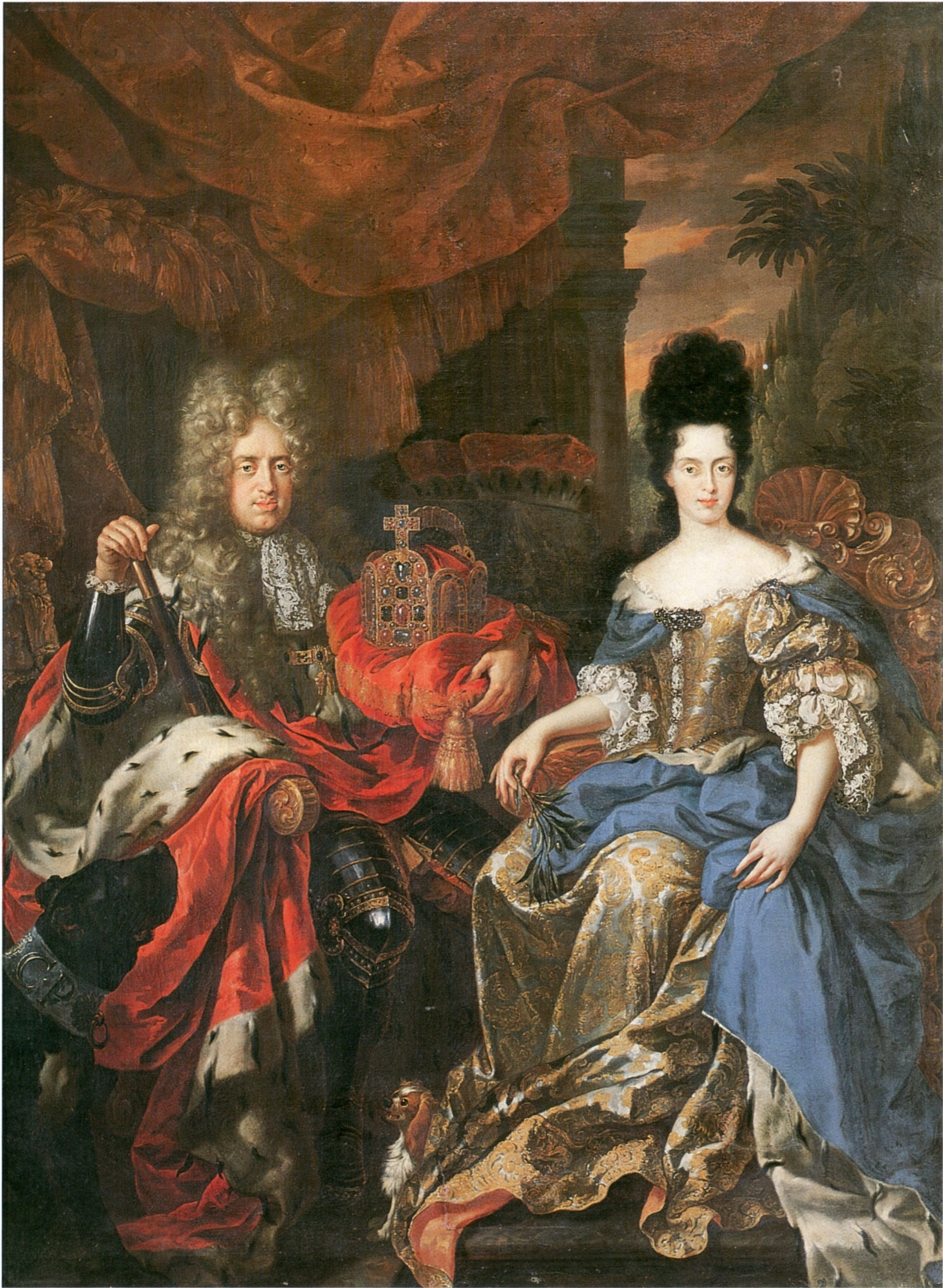
Kurfürst Johann Wilhelm von der Pfalz mit seiner Gemahlin Anna Maria Luisa de’ Medici (Gemälde von Jan Frans van Douven aus dem Jahr 1708). Die Reichskrone im Bild weist auf den Titel des Reichsvikars hin. Johann Wilhelm war es eine besondere Ehre, nach dem Tod Kaiser Josephs I. 1711 das Reichsvikariat zu führen.

Die Pfalzgrafen verloren 1623 die Kurwürde an die Herzöge von Bayern. Im Jahr 1648 wurde im Westfälischen Frieden die Pfalz durch die Einrichtung einer achten Kur für diesen Verlust entschädigt. Damit war aber nicht geklärt, wer zur Ausübung des Vikariats berechtigt ist. Der bayerische Kurfürst hatte den alten Platz des Kurfürsten von der Pfalz eingenommen. Der mit der achten Kur abgefundene Pfälzer konnte auf seine in der Goldenen Bulle verbrieften Rechte verweisen. Beim Tod Kaiser Ferdinands III. im Jahr 1657 kam es folglich zum Streit zwischen Bayern und der Pfalz um das Reichsvikariat. Das Problem kam nach dem Tod Kaiser Josephs I. 1711 nicht zum Tragen, weil Kurfürst Maximilian II. Emanuel von Bayern, der im Spanischen Erbfolgekrieg an der Seite Frankreichs kämpfte, seit 1704 aus seinem Land vertrieben worden war, über ihn 1706 die Reichsacht verhängt und er seiner Lande und der Kur für verlustig erklärt wurde. Beides übertrug der Kaiser dem pfälzischen Kurfürsten Johann Wilhelm. Nach dem Frieden von Rastatt erhielt Maximilian Emmanuel Bayern 1714 zurück. Im Jahr 1724 kam es im Rahmen der sogenannten Wittelsbachischen Hausunion, dem Vertrag vom 15. Mai, zum Vergleich in der Vikariatsfrage. Danach sollten künftig der pfälzische und der bayerische Kurfürst aus dem Hause Wittelsbach gemeinsam das Reichsvikariat ausüben. Als nach dem überraschenden Tod Kaiser Karls VI. die Kurfürsten Karl Albrecht und Karl Philipp am 30. Oktober 1740 die Übernahme des Reichsvikariats bekanntgaben, führte das zum Protest der evangelischen Reichsstände. Der Wittelsbacher Hausvertrag von 1724 war weder vom Kaiser noch von den Reichsständen anerkannt worden. Erst als sich Karl Albrecht und Karl Philipp am 18. Januar 1741 mit dem sächsischen Kurfürsten Friedrich August II., der auf seine verbriefte Beteiligung am Reichsvikariat bestand, als ihren Konvikar einigten, konnten die Streitigkeiten beendet werden. Die Einigkeit der beiden Wittelsbacher Kurfürsten kommt durch Vikariatsmünzen mit der Darstellung ihrer beider Brustbilder zum Ausdruck.
Nach dem Tod Kaiser Karls VII. am 20. Januar 1745 führte Kurfürst Maximilian III. Joseph nach Absprache mit Karl Theodor von der Pfalz ab Februar 1745 das Reichsvikariat und beendete mit dem Verzicht auf alle Ansprüche im Frieden von Füssen am 22. April 1745 den Österreichischen Erbfolgekrieg. Im Jahr 1750 wurde zur Vermeidung von Vikariatsstreitigkeiten im sogenannten Alternativkontrakt festgelegt, dass Bayern und die Pfalz das Reichsvikariat alternierend ausüben sollten.
Mit dem Aussterben der bayerischen Wittelsbacher 1777 fiel die achte Kur wieder mit der alten Kur zusammen.

## Die Münzen
Die pfälzischen und bayerischen Vikariatsmünzen sind im Vergleich mit sächsischen Vikariatsmünzen wesentlich seltener. Die silberreichen Kurfürsten von Sachsen konnten es sich leisten, die Gedenkmünzen in größeren Stückzahlen prägen zu lassen.
Die Vikariatsmünzen wurden von 1612 bis 1792 in verschiedenen Nominalen in Gold und Silber geprägt. Sie zeigen auf der Rückseite meistens den Reichsadler mit dem Brustschild des vikarierenden Fürsten und den Titel mit PROVISOR ET VICARIUS oder ähnlich.
Es handelt sich um die folgenden Reichsvikare, Todesfälle von Kaisern und Jahrgänge von Vikariatsmünzen:
| Vikarierende Kurfürsten                                       | Todesfälle der Kaiser | Jahrgänge der Münzen | Bemerkung                                                                          |
| ------------------------------------------------------------- | --------------------- | -------------------- | ---------------------------------------------------------------------------------- |
| Johann von Pfalz-Zweibrücken                                  | Rudolf II.            | 1612                 | als Administrator der Kurpfalz                                                     |
| Friedrich V. von der Pfalz                                    | Matthias              | 1619                 | keine Vikariatsmünzen der Pfalz (nur Vikariatsmünzen Johann Georgs I. von Sachsen) |
| Ferdinand Maria von Bayern, Karl Ludwig von der Pfalz         | Ferdinand III.        | 1657, 1658           | Vikariatsmünzen Bayern (1657) und Rheinpfalz (1657, 1658)                          |
| Johann Wilhelm von der Pfalz                                  | Joseph I.             | 1711                 |                                                                                    |
| Karl Albrecht von Bayern, Karl Philipp von der Pfalz          | Karl VI.              | 1740                 | Vikariatsmünzen Bayern und Rheinpfalz, auch Gemeinschaftsprägungen                 |
| Maximilian III. Joseph von Bayern, Karl Theodor von der Pfalz | Karl VII.             | 1745                 | Vikariatsmünzen Bayern und Rheinpfalz                                              |
| Karl-Theodor von Pfalz-Bayern                                 | Joseph II.            | 1790                 | Vikariatsmünzen Bayern und Rheinpfalz                                              |
| Karl Theodor von Pfalz-Bayern                                 | Leopold II.           | 1792                 | Vikariatsmünzen Bayern und Rheinpfalz                                              |

### Vikariatsmünzen 1612 (Tod Rudolfs II.)
- Johann II, Herzog von Pfalz-Zweibrücken, Administrator der Kurpfalz: Reichstaler, Münzstätte Heidelberg

Nach dem Tod Kaiser Rudolfs II. am 12. Januar 1612 fiel Herzog Johann II. als Administrator der Pfalz wegen des noch minderjährigen Kurprinzen Friedrich von der Pfalz die Reichsverwesung auf dem Gebiet des fränkischen Rechts zu.
Philipp Ludwig von Neuburg hatte ebenfalls Anspruch auf die Administration der Kurpfalz. Das führte zu einer Fehde zwischen den beiden Pfalzgrafen. Johann II. löste das Problem, indem er als Vertreter des pfälzischen Kurfürsten sein Amt ausübte, mit dem Kurprinzen Friedrich zur Kaiserwahl nach Frankfurt ging, sich an den Amtshandlungen der Wahlkapitulation beteiligte und am 13. Juni den ältesten Bruder Rudolfs II, Matthias, zum Kaiser wählte.

### Vikariatsmünzen 1657, 1658 (Tod Ferdinands III.)
- Karl Ludwig, Kurfürst von der Pfalz: ½ Batzen 1657, Reichstaler 1657 (zwei Ausführungen), ½ Dukaten 1658, Dukaten 1657.

Der Kurfürst ist auf einem Vikariatstaler mit geharnischtem Brustbild dargestellt. Die Rückseite zeigt drei Wappen unter einem Helm. Die andere Ausführung zeigt drei Wappen unter einem Helm und auf der Rückseite die erläuternde Inschrift.
- Ferdinand Maria, Kurfürst von Bayern: ⅙ Taler 1657, 1⁄9 Taler 1657, Reichstaler 1657, Dukaten 1657

Für Ferdinand Maria, Kurfürst von Bayern von 1651 bis 1679, nach dem Tod seines Vaters Maximilian I. von 1651 bis 1654 unter der Vormundschaft seiner Mutter stehend, war die Ausübung des Reichsvikariats nach dem Tod Kaiser Ferdinands III. ein Höhepunkt.
Johann Georg II. von Sachsen, der ebenfalls Vikariatsmünzen prägen ließ, hatte in den Streitigkeiten zwischen dem Kurfürsten von Bayern und dem Kurfürsten von der Pfalz, Ferdinand Maria von Bayern als den berechtigten Mitverweser anerkannt.
Der Kurfürst ist auf dem Vikariatstaler betend vor einer Madonna dargestellt.

### Vikariatsmünzen 1711 (Tod Josephs I.)

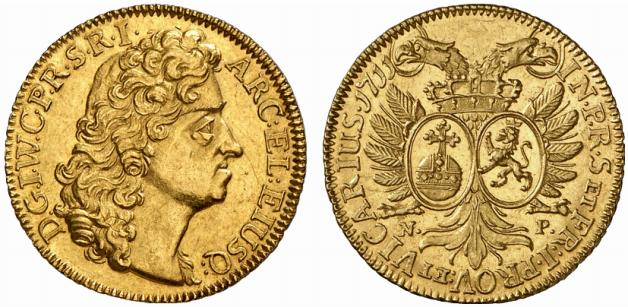
Johann Wilhelm, Kurfürst von der Pfalz, Dukaten 1711 auf das Vikariat, Tod Josephs I.

- Johann Wilhelm, Kurfürst von der Pfalz: ⅙ Taler, ⅔ Taler, Taler, ¼ Dukaten, Dukaten, 2-, 3-, 4-, 5 Dukaten

Johann Wilhelm war es eine besondere Ehre, nach dem Tod Josephs I. das Reichsvikariat zu führen. Er feierte dieses Amt mit mehreren Münzen und Medaillen.
Nach dem Tod Kaiser Josephs I. am 17. April 1711 nahm neben Johann Wilhelm, Kurfürst Friedrich August I. (August der Starke) von Sachsen bis zur Kaiserkrönung Karls VI. am 22. Dezember 1711 in Frankfurt am Main das Amt des Reichsvikars wahr. Seine sehr umfangreichen Vikariatsprägungen mögen Johann Wilhelm zu mehreren Gedenkprägungen inspiriert haben.
Die Vikariatsmünzen zeigen das Kopfbild Johann Wilhelms und auf der Rückseite den Doppeladler mit zwei Wappenschilde unter einem Kurhut.

### Vikariatsmünzen 1740 (Tod Karls VI.)
- Karl Philipp Kurfürst von der Pfalz: ¼ Taler, ½ Taler, Taler in zwei Varianten: mit gestaffelten Brustbildern Karl Philipps und Karl Albrechts, und Taler mit Brustbild Karl Philipps, 1½ Taler, Dukaten

- Karl Albrecht Kurfürst von Bayern: 3 Kreuzer, 6 Kreuzer, Taler in zwei Varianten: mit gestaffelten Brustbildern Karl Philipps und Karl Albrechts und Taler mit Brustbild Karl Albrechts, Dukaten, Goldgulden, Doppelgoldgulden

Die beiden wittelsbachischen Kurfürsten Karl Albrecht und Karl Philipp brachten ihre Einigkeit dadurch zum Ausdruck, dass sie einige Vikariatsprägungen mit ihren beiden Brustbildern ausführen ließen. Die Rückseite der gemeinschaftlichen Prägung zeigt den Doppeladler, der auf der Brust die beiden ovalen mit Kurhüten belegten Wappenschilde von Bayern und der Pfalz trägt.

### Vikariatsmünzen 1745 (Tod Karls VII.)

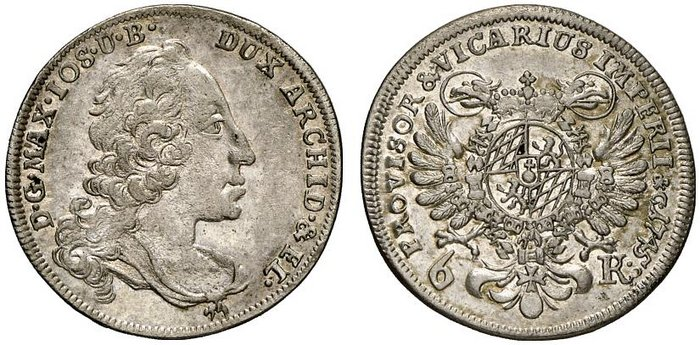
Maximilian III. Joseph, Kurfürst von Bayern, 6 Kreuzer 1745 auf das Vikariat, Tod Karls VII.

- Karl Theodor, Kurfürst von der Pfalz: Vikariatstaler (Reichstaler) 1745 – siehe Bild oben (Auflage nur 12 Stück)

Der in Mannheim geprägte äußerst seltene Reichstaler mit dem geharnischten Brustbild des Kurfürsten zeigt auf der Rückseite den Doppeladler mit dem pfälzischen Wappen auf der Brust, darüber den Kurhut.
- Maximilian III. Joseph, Kurfürst von Bayern: Kreuzer, 3 Kreuzer, 6 Kreuzer, Dukaten

Der Kurfürst führte ab Februar 1745 nach Absprache mit Karl Theodor von der Pfalz das Reichsvikariat. Die in München geprägten Vikariatsmünzen zeigen die Büste des Kurfürsten und rückseitig den Doppeladler mit dem bayerischen Wappen.

### Vikariatsmünzen 1790 (Tod Josephs II.)
- Karl-Theodor, Kurfürst von Pfalz-Bayern:
  - Für Bayern: 10 Konventionskreuzer, 20 Konventionskreuzer, ½ Konventionstaler, Konventionstaler (drei Varianten), Dukaten, 2 Dukaten, 3 Dukaten
  - Für die Rheinpfalz: 10 Konventionskreuzer, 20 Konventionskreuzer, ½ Konventionstaler, Konventionstaler

Karl Theodor, seit 1743 Kurfürst von der Pfalz und Herzog von Jülich-Berg und Neuburg übernahm, nachdem Kaiser Joseph II. am 20. Februar 1790 gestorben war, für die Zeit des Interregnums das Reichsvikariat in den Landen des Rheins, Schwabens und des fränkischen Rechts. Er errichtete in München am 1. März 1790 das Reichsvikariatshofgericht und wirkte als Reichsverweser bis zur Krönung Leopolds II. am 9. Oktober 1790. Karl Theodor war sehr auf diese Ämter bedacht und ließ wie seine Vorgänger beider Kurlinien (Pfalz und Bayern) Vikariatsmünzen prägen.

### Vikariatsmünzen 1792 (Tod Leopold II.)
- Karl-Theodor, Kurfürst von Pfalz-Bayern:
  - Für Bayern: 10 Konventionskreuzer, 20 Konventionskreuzer, ½ Konventionstaler, Konventionstaler (drei Varianten), Dukaten, 2 Dukaten, 3 Dukaten
  - Für die Rheinpfalz: 10 Konventionskreuzer, 20 Konventionskreuzer, ½ Konventionstaler, Konventionstaler

Nach dem Tod Kaiser Leopolds II. am 1. März 1792 übernahm Karl Theodor zum zweiten Mal das Reichsvikariat und übte es bis zum 14. Juli 1792 aus. Der Kurfürst, der seinen Traum vom bayerischen Königtum verwirklichen wollte, nutzte den Anlass für eine neue in Mannheim und München geprägte Vikariatsmünzserie.